# Дифференцированные валютные коэффициенты
Дифференцированные валютные коэффициенты — инструмент дифференциации валютного курса в зависимости от вида валюты и вида товара. Благодаря применению дифференцированных валютных коэффициентов (ДВК) решается задача установления множественности валютных курсов национальной валюты по отношению к различным валютам при международных расчётах по различным товарным группам. Представляют собой один из методов валютных ограничений. По своему экономическому содержанию ДВК являются поправкой к официальному курсу национальной валюты.
Дифференцированные валютные коэффициенты представляют собой нормативные показатели, предназначенные для пересчёта валюты цены того или иного товара в национальную валюту при экспортно-импортных операциях.

## Дифференцированные валютные коэффициенты в СССР
В первые годы (с 1987 года) реформы системы внешнеэкономических связей в годы перестройки советские предприятия и организации при экспорте и импорте продукции расчёты осуществляли на базе дифференцированных валютных коэффициентов.
Дифференцированные валютные коэффициенты применялись для расчёта рублёвого эквивалента валютной выручки предприятия от экспорта продукции. К концу 1980-х годов существовало около 1000 ДВК по импорту и 2500 ДВК по экспорту. Всего около 3500 валютных курсов.
Подобная система была упрощена в ноябре 1989 года, когда Внешэкономбанк СССР провёл первый аукцион по продаже предприятиями валютной выручки. В декабре 1990 года дифференцированные валютные коэффициенты были отменены и был установлен единый коммерческий курс рубля для всех экспортёров — 1,8 рубля за 1 доллар США .